# Bihar al-Anwar
Bihar al-Anwar (arabiska: بِحَار ٱلْأَنْوَار, "Hav av ljus") är en hadith-samling på arabiska skriven av den shiitiske lärde Muhammad Baqir ibn Muhammad Taqi, känd som Majlisi den andre, eller endast Allamah Majlisi. Detta är en mest omfattande samlingen av shiitiska hadither, och den inkluderar nästan alla hadither tillskrivna den islamiske profeten Muhammed genom shiitiska kedjor av återberättande, nästan alla qudsi-hadither (återberättelser av Guds ord uppenbarade för profeten och som inte är inkluderade i Koranen) och andra återberättelser tillskrivna de tolv shiaimamerna. Bihar al-Anwar bestod från början av 25 volymer, men med moderna tryckmetoder har boken gjorts om till 110 volymer.